# Federico Mattiello
 (janvier 2021).
Federico Mattiello (né le 14 juillet 1995 à Barga en Toscane) est un footballeur italien, qui joue actuellement au poste d'arrière latéral pour l'US Alexandrie. 
C'est un joueur de couloir qui peut jouer en défense ou au milieu et sur les deux côtés.

## Biographie
Formé à la Juventus, Mattiello fait ses débuts pros contre la Lazio en novembre 2014. 
Le 8 mars 2015, à l'occasion de la réception de l'AS Rome pour un match comptant pour la 26e journée de Serie A, Federico Mattiello est victime d'une fracture du tibia et du péroné de la jambe droite.